# Валерий Беспалов
Валерий Алексеевич Беспалов (на украински: Валерій Олексійович Беспалов) е съветски и украински енергетик, работил като машинен инженер в атомната електроцентрала в Чернобил. Участник в ликвидирането на последствията от аварията в атомната електроцентрала в Чернобил. Герой на Украйна (2019).

## Биография
Валерий Беспалов е роден на 21 септември 1957 г. в село Лесовка, Сталинска област в Украинска ССР. През 1980 г. завършва Одеския национален политехнически университет със специалност „Топлоенергетика“, след което започва работа в Чернобилската атомна електроцентрала.
Участва в ликвидирането на последствията от аварията в атомната електроцентрала в Чернобил. Заедно с Алексей Ананенко и Борис Баранов той източва водата от авариралия четвърти енергоблок на атомната електроцентрала в Чернобил.
От 1989 до 1991 г. работи като инженер-конструктор в проектантския институт „Уккраиненерго“ в Киев. През 1992 г. отново започва работа в атомната електроцентрала в Чернобил. През 2012 г. става диспечер на групата за наблюдение на ядрени инсталации в НАЕК „Енергоатом“.

## Награди
- Герой на Украйна с награждаване с орден „Златна звезда“ (27 юни 2019) – „за героизъм и самоотвержени действия, проявени по време на ликвидирането на аварията в Чернобилската атомна електроцентрала“;[1][2]
- Орден „За храброст“, III степен (25 април 2018) – „за значителен личен принос за преодоляване на последиците от аварията в Чернобил, проявена всеотдайност и висок професионализъм, дългогодишна ползотворна обществена дейност и  по повод Международния ден на Спомен за Чернобилската катастрофа“;[3]
- Орден на знака на честта (1989);
- Почетен знак на Министерството на извънредните ситуации на Украйна (2008).[4]